# Psidium cattleyanum
Psidium cattleyanum (Sabine, 1821), comunemente noto come guayaba peruana o guayabita del Perú, è un albero appartenente alla famiglia delle Myrtaceae, coltivato per il valore dei suoi frutti commestibili. È simile alla guayaba comune (Psidium guajava), dalla quale si differenzia per le foglie più lisce e senza nervature. Il  frutto ha un sapore molto gradevole e sebbene assomigli molto alla guayaba comune, il suo sapore è alquanto diverso.

## Descrizione
È un piccolo albero, molto adattabile e resistente. Molto ramificato e frondoso, quasi non lascia passare la luce al suolo.
Le foglie sono ellittiche, grandi da 5 a 10 cm.
I fiori sono bianchi, da 2 a 3 cm di diametro, singoli.
I frutti sono globosi, da 2 a 5 cm, di colore rosso e talvolta giallo, la polpa è bianca. Si riproduce per semi.

## Distribuzione e habitat
Originario del Perù, si coltiva nei paesi della zona intertropicale e subtropicale, sebbene per vari motivi non sia molto diffuso e i suoi frutti siano poco commercializzati.
Nel Cile questa specie è conosciuta, con ampia produzione in Melipilla, zona di Viña Vieja, ed i suoi frutti son chiamati guayabines.
È stata inserita nell'elenco delle 100 tra le specie esotiche invasive più dannose al mondo.

## Usi
Se ne ricava, con aggiunta di zucchero, un liquore, molto conosciuto localmente, chiamato “Liquore di guayabines”